# Troels Engberg-Pedersen
Troels Engberg-Pedersen (* 22. Dezember 1948) ist ein dänischer Klassischer Philologe, Theologe, Philosophiehistoriker und Hochschullehrer.

## Leben
Engberg-Pedersen absolvierte zunächst ein Studium in Klassischer Philologie an der Universität Kopenhagen. Von 1974 bis 1976 war er an der Universität Oxford, um antike und moderne Philosophie zu studieren. Seine anschließende dänische Dissertation wurde 1983 als Buch unter dem Titel Aristotle’s Theory of Moral Insight veröffentlicht. Von 1986 bis 1991 war er Research Professor an der Universität Kopenhagen. In dieser Zeit entstand sein Buch über die stoische Theorie der Oikeiosis. 1989 wurde er Lecturer im Department für Biblische Exegese der Universität Kopenhagen. Aus seiner dänischen theologischen Dissertation ging sein 2000 veröffentlichtes Buch über den Apostel Paulus und die Stoa hervor. 2001 wurde er zum Professor für Exegese des Neuen Testaments an der Universität Kopenhagen ernannt. Unter anderem war er 1987 und 2001 Gastprofessor an der Yale University. Er ist Mitglied der Königlich Dänischen Akademie der Wissenschaften.
Die Linguistin Elisabeth Engberg-Pedersen ist seine Schwester.
Nach seiner Dissertation zur Ethik des Aristoteles und seinem Buch zur stoischen Ethik hat Engberg-Pedersen hauptsächlich zum Neuen Testament, zum Apostel Paulus und dessen Rezeption stoischen Denkens gearbeitet.

## Schriften (Auswahl)
Monographien
- John and Philosophy: A New Reading of the Fourth Gospel. Oxford University Press, Oxford 2017.
- Det første evangelium: En samtale om Markus-evangeliet. ANIS, Kopenhagen 2014.
- Cosmology and Self in the Apostle Paul: The Material Spirit. Oxford University Press, Oxford 2010
- Paul and the Stoics. T&T Clark, Edinburgh und Westminster John Knox, Louisville 2000.
- The Stoic Theory of Oikeiosis. Moral Development and Social Interaction in Early Stoic Philosophy. Aarhus University Press, Aarhus 1990.
- Aristotle’s Theory of Moral Insight. Oxford University Press, Oxford 1983.

Herausgeberschaften
- mit Tuomas Rasimus und Ismo Dunderberg (Hrsg.): Stoicism in Early Christianity. Baker Academic, Grand Rapids, Mich. 2010.
- mit James Starr (Hrsg.): Early Christian Paraenesis in Context. De Gruyter, Berlin/New York 2004.
- (Hrsg.): Paul Beyond the Judaism/Hellenism Divide. Westminster John Knox, Louisville 2001.
- (Hrsg.): Paul in His Hellenistic Context. T&T Clark, Edinburgh 1994.